# Lignan-de-Bazas
Lignan-de-Bazas – miejscowość i gmina we Francji, w regionie Nowa Akwitania, w departamencie Żyronda.
Według danych na rok 1990 gminę zamieszkiwało 236 osób, a gęstość zaludnienia wynosiła 21 osób/km² (wśród 2290 gmin Akwitanii Lignan-de-Bazas plasuje się na 942. miejscu pod względem liczby ludności, natomiast pod względem powierzchni na miejscu 984.).